# 国鉄トム60000形貨車

国鉄トム60000形貨車（こくてつトム60000がたかしゃ）は、かつて日本国有鉄道（国鉄）に在籍した無蓋貨車である。

## 概要
1956年（昭和31年）に製造された、15 トン積み二軸無蓋車で、600両（トム60000 - トム60599）が国鉄工場で製造された。国鉄最後の新製「トム」である。このうちの200両（トム60000 - トム60199）は、当時余剰となっていたトキ900形の改造名義で製作されているが、一部の部品流用にとどまっている。200両の内訳は盛岡工場100両、新小岩工場100両である。
本形式が計画された1954年（昭和29年）の日本は不況下にあり、小単位輸送のできる小形貨車が求められていた。その経緯により、1955年（昭和30年）度から翌年度にかけて10トン積みの有蓋車（ワ10000形など）が新製されており、本形式はその無蓋車版として計画された。しかし、本形式が落成した1956年（昭和31年）には不況から回復し、逆に輸送力増強が急務となっていたのは皮肉であった。
本形式の車体は、戦前のトム50000形、戦中のトラ20000形を基本として改良を加えたもので、下回りは次級トラ35000形と同じ軸距4,300 mmに拡大され、軸ばね受けは二段リンク式となっており、最高運転速度は75 km/hと近代化も図られている。荷台については、トラ20000形の改造により製作されたトム25000形とほぼ同様であり、内法は長さ7,200 mm、幅2,480 mm、あおり戸高さ850 mm、妻板高さ1,150 mm、床面積17.9 m2、容積39.4 m3で、車体は木製である。あおり戸は片側2枚で、中央部の側柱は取り外し式となっている。その他の主要諸元は、全長8,100 mm、全幅2,740 mm、自重8.7 tである。
汎用無蓋車として全国で使用されたが、両数が多くないこともあり、目立った存在ではなかった。1965年（昭和40年）頃から事業用車代用として使用されるものも多くなり、特に中部支社には多数が配置されていた。1973年（昭和48年）度から本格的な廃車が始まり、1985年（昭和60年）度に形式消滅となった。

## 同形車

### 羽後交通トム3形
トム3形は、羽後交通が1960年（昭和35年）7月に協三工業で2両（トム3, トム4）が製造された同形車である。トム3は雄勝線、トム4は横荘線に配属されたが、1966年（昭和41年）にトム5形（国鉄トラ30000形同形車）が竣功すると、トム3は横荘線に移った。両車とも、国鉄直通車として使用されたが、認可は1967年（昭和42年）のことであった。1971年（昭和46年）7月には、雄勝線の内燃化に備えて機材を運ぶため、雄勝線に移動した。廃車は両車とも同年12月である。 

### 西武鉄道トム2001形
1960年（昭和35年）と1961年（昭和36年）に所沢車輌工場で製作された15 t 積四枚側木造無蓋車。国鉄トム60000形のコピー車で2段リンク式で新造されている。15両在籍。